# Ray Hinsdale
Raymond Franklin Hinsdale (* 5. Januar 1906 in Los Angeles County, Kalifornien, Vereinigte Staaten; † 15. Juli 1955 in Los Angeles, ebenda) war ein US-amerikanischer Filmtechniker, der 1945 mit dem Oscar für technische Verdienste (Technical Achievement Award) ausgezeichnet wurde.

## Leben
Hinsdale arbeitete als Filmtechniker für Paramount Pictures und wurde auf der Oscarverleihung 1945 mit dem Oscar für technische Verdienste ausgezeichnet. Er erhielt diese Ehrung für „die Entwicklung und den produktiven Einsatz der schwimmenden hydraulischen Schiffs-Wippe von Paramount Pictures“ (‚For the development and production use of the Paramount floating hydraulic boat rocker‘). Den Technical Achievement Award bekam Hinsdale gemeinsam mit Joseph E. Robbins und Russ Brown. 

## Auszeichnung
- 1945: Oscar für technische Verdienste (Academy Technical Achievement Award)